# Крыжопольский комбинат хлебопродуктов
Крыжопольский комбинат хлебопродуктов - предприятие в посёлке городского типа Крыжополь Крыжопольского района Винницкой области Украины.

## История
После окончания боевых действий гражданской войны, в 1921 году в селении Крыжополь был создан пункт «Заготзерно». В марте 1923 года Крыжополь стал районным центром, что активизировало развитие населённого пункта. В том же 1923 году здесь была построена первая электростанция и началась электрификация.
В ходе Великой Отечественной войны 22 июля 1941 года Крыжополь был оккупирован немецко-румынскими войсками (и включён в состав Транснистрии), 17 марта 1944 года его освободили войска 2-го Украинского фронта. При отступлении гитлеровцы разграбили райцентр, разрушили 18 зданий учреждений, предприятий и кооперативных организаций, а также часть жилых домов.
Восстановленные зерносклады и уцелевшие мукомольные предприятия района объединили в Крыжопольское мельничное объединение.
В соответствии с семилетним планом развития народного хозяйства СССР в Крыжополе был построен кукурузокалибровочный завод. В дальнейшем, в декабре 1962 года был создан Крыжопольский комбинат хлебопродуктов (в состав которого вошли кукурузокалибровочный завод, элеватор и обеспечивающая их электричеством электростанция).
За производственные достижения в 1969 году КХП было присвоено почётное звание "предприятие коммунистического труда" и он был награждён Ленинской юбилейной Почётной грамотой ЦК КПСС, Президиума Верховного Совета СССР, Совета Министров СССР и ВЦСПС.
В целом, в советское время комбинат входил в число крупнейших предприятий райцентра и района.
После провозглашения независимости Украины комбинат перешёл в ведение министерства сельского хозяйства и продовольствия Украины.
В марте 1995 года Верховная Рада Украины внесла комбинат в перечень предприятий, приватизация которых запрещена в связи с их общегосударственным значением.
После создания в августе 1996 года государственной акционерной компании "Хлеб Украины" комбинат перешёл в ведение ГАК "Хлеб Украины".
В ноябре 1997 года Кабинет министров Украины разрешил приватизацию комбината. В дальнейшем, государственное предприятие было преобразовано в открытое акционерное общество.
В 2000 году было возбуждено дело о банкротстве КХП, но позднее положение предприятия стабилизировалось.
В феврале 2006 года хозяйственный суд Винницкой области возбудил дело о банкротстве комбината.

## Деятельность
Предприятие осуществляло приём, сушку, хранение и отгрузку зерна.